# ۱۶ جمادی‌الثانی
۱۶ جمادی‌الثانی، شانزدهمین روز از ماه جمادی‌الثانی در تقویم هجری قمری است.
در تقویم هجری قمری قراردادی این روز صد و شصت و چهارمین روز سال است.

## زادگان
مهندس سمیه محمدی